# 安德魯·霍雷
安德魯·霍雷（英語：Andrew Hoole；1993年10月22日—）是一位澳大利亞足球運動員。在場上的位置是右邊鋒。他現在效力於A聯賽球隊悉尼FC。他之前曾效力於紐卡斯爾噴氣機。